# Coenosopsia mexicana
Coenosopsia mexicana är en tvåvingeart som beskrevs av Verner Michelsen 1991. Coenosopsia mexicana ingår i släktet Coenosopsia och familjen blomsterflugor. Inga underarter finns listade i Catalogue of Life.